# Tok zračenja
Tok zračenja ili radijacijski fluks (oznaka Ф) je radiometrijska fizikalna veličina koja opisuje snagu odaslanoga, prenesenoga ili primljenoga elektromagnetskog ili čestičnoga zračenja. Mjerna jedinica toka zračenja jest vat (W).

## Radiometrija
Radiometrija je grana optike koja se bavi mjerenjem svojstavaelektromagnetskih valova. Mjerenja se izvode elektroničkim mjernim instrumentima koji se nazivaju radiometrima. Primjenjuju se u radio astronomiji, u medicinskoj dijagnostici, za daljinska istraživanja i tako dalje. Radiometrijske veličine jakost zračenja, ozračenost, ozračenje, tok zračenja i druge obuhvaćaju cijeli spektar elektromagnetskoga zračenja.

### Radiometrijske veličine i mjerne jedinice
| Veličina        | Veličina | Mjerna jedinica         | Mjerna jedinica | Napomena                            |  |
| --------------- | -------- | ----------------------- | --------------- | ----------------------------------- |  |
| naziv           | znak     | naziv                   | znak            | Napomena                            |  |
| Tok zračenja    | Φ        | vat                     | W (J/s)         | naziva se i radijacijski fluks      |  |
| Jakost zračenja | I        | vat po steradijanu      | W/sr            | naziva se i radijacijski intenzitet |  |
| Ozračenje       | E        | vat po četvornom metru  | W/m2            | naziva se i iradijancija            |  |
| Ozračenost      | H        | džul po četvornom metru | J/m2            | naziva se i ekspozicija             |  |